# Minster (Ohio)
Pour les articles homonymes, voir Minster.
Minster est un village américain situé dans le comté d'Auglaize, dans l'Ohio. Selon le recensement de 2010, sa population est de 2 805 habitants.